# 존스 홉킨스 대학교 출판부
존스 홉킨스 대학 출판부(영어: Johns Hopkins University Press)는 존스 홉킨스 대학교의 출판 부서이다. 1878년에 설립되었으며, 현재까지 운영되고 있는 미국에서 가장 오래된 대학 출판부이다. 출판사는 책과 저널을 출판하고, 풀필먼트와 전자 데이터베이스를 포함한 기타 부서를 운영한다. 본사는 메릴랜드주 볼티모어의 찰스 빌리지 구역에 있다.
2017년 JHU 프레스의 디지털 시대를 위해 현대화한 공로를 인정받는 캐슬린 킨이 은퇴한 후, 대학교는 신임 이사 바바라 포프를 임명했다.